# Lise Rønne

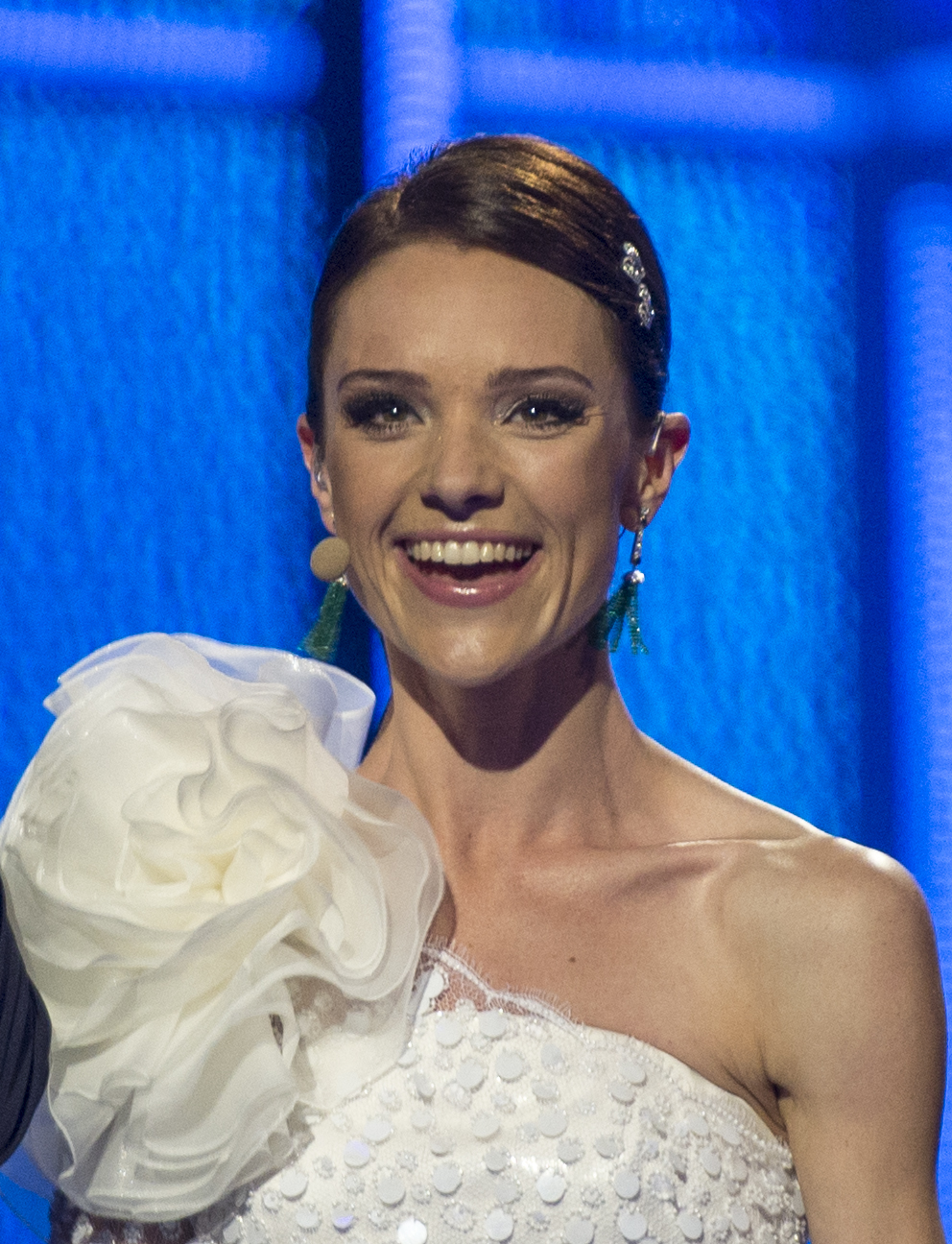
Lise Rønne

Lise Rønne (* 1. November 1978 in Viborg) ist eine dänische Moderatorin.
Rønne ist vor allem für die Moderation der Show X Factor und des dänischen Vorentscheids Dansk Melodi Grand Prix bekannt, den sie 2011 und 2013 moderierte. Beim Eurovision Song Contest 2011 verlas sie die dänische Punktevergabe im Finale und moderierte zusammen mit Nikolaj Koppel und Pilou Asbæk den Eurovision Song Contest 2014 in Kopenhagen.